# Johnny Ezersky
John J. "Johnny" Ezersky (Manhattan, Nueva York, 21 de marzo de 1922-Walnut Creek, California, 20 de febrero de 2012) fue un jugador de baloncesto estadounidense que disputó tres temporadas entre la BAA y la NBA, además de jugar en la ABL, la NBL y la EPBL. Con 1,91 metros de estatura, jugaba en la posición de escolta.

## Trayectoria deportiva

### Universidad
Su trayectoria universitaria la pasó con los Rams de la Universidad de Rhode Island, para posteriormente cumplir con el servicio militar durante la Segunda Guerra Mundial, participando en el desembarco de Normandía como conductor de un camión.

### Profesional
A su regreso de la guerra, fichó con la temporada ya avanzada con los New York Gothams de la ABL, jugando únicamente dos partidos esa temporada. Al año siguiente sin embargo se convirtió en el máximo anotador de su equipo, promediando 11,6 puntos por partido.
Fue elegido por los Boston Celtics en la lista de negociación del Draft de la NBA de 1947, pero no llegó a firmar con el equipo, jugando esa temporada en tres equipos de tres competiciones diferentes: comenzó la misma con los Gothams, fichó posteriormente por los Tri-Cities Blackhawks, entonces en la NBL, y finalmente por los Providence Steamrollers, con los que acabó la temporada promediando 10,1 puntos por partido.
Tras ser cortado poco después del comienzo de la temporada 1948-49 es reclamado por los Baltimore Bullets, alternando su participación en dicho equipo y en los Boston Celtics durante dos años. en su primera temporada en los Celtics se convirtió en uno de los mejores anotadores del equipo, con 10,3 puntos por partido, sólo superado por George Kaftan y por Mel Riebe.
En 1950 regresa a la ABL con los Hartford Hurricanes, jugando al año siguiente con los Wilkes-Barre Barons, donde se convierte en el mejor anotador de su equipo, promediando 18,4 puntos por partido. Acabaría su carrera deportiva en los Scranton Miners de la EPBL.

#### Estadísticas en la BAA y la NBA

##### Temporada regular
| Temporada | Edad | Equipo                  | Liga  | P   | TIT | MIN | TC  | TCA  | %TC  | 3P | 3PA | %3P | TL  | TLA | %TL  | R.OF. | R.DEF. | REB | ASIS | ROB | TAP | PER | FP  | PTS  |
| 1947-48   |      | Providence Steamrollers | BAA   | 25  |     |     | 3.8 | 15.0 | .253 |    |     |     | 2.5 | 4.2 | .606 |       |        |     | 0.6  |     |     |     | 2.5 | 10.1 |
| 1948-49   |      | TOTAL                   | BAA   | 56  |     |     | 2.3 | 7.3  | .314 |    |     |     | 1.9 | 2.9 | .681 |       |        |     | 1.2  |     |     |     | 1.8 | 6.5  |
| 1948-49   |      | Providence Steamrollers | BAA   | 11  |     |     | 1.5 | 6.6  | .219 |    |     |     | 1.9 | 2.3 | .840 |       |        |     | 1.0  |     |     |     | 1.2 | 4.8  |
| 1948-49   |      | Baltimore Bullets       | BAA   | 27  |     |     | 1.6 | 5.5  | .295 |    |     |     | 1.4 | 2.0 | .709 |       |        |     | 1.0  |     |     |     | 1.3 | 4.7  |
| 1948-49   |      | Boston Celtics          | BAA   | 18  |     |     | 3.8 | 10.3 | .368 |    |     |     | 2.7 | 4.4 | .613 |       |        |     | 1.6  |     |     |     | 2.7 | 10.3 |
| 1949-50   |      | TOTAL                   | NBA   | 54  |     |     | 2.6 | 9.0  | .294 |    |     |     | 2.4 | 3.4 | .694 |       |        |     | 1.6  |     |     |     | 2.6 | 7.6  |
| 1949-50   |      | Baltimore Bullets       | NBA   | 38  |     |     | 2.8 | 9.2  | .305 |    |     |     | 2.4 | 3.5 | .697 |       |        |     | 1.7  |     |     |     | 2.6 | 8.1  |
| 1949-50   |      | Boston Celtics          | NBA   | 16  |     |     | 2.3 | 8.5  | .265 |    |     |     | 2.2 | 3.2 | .686 |       |        |     | 1.4  |     |     |     | 2.4 | 6.7  |
| Total     |      |                         | TOTAL | 135 |     |     | 2.7 | 9.4  | .288 |    |     |     | 2.2 | 3.3 | .669 |       |        |     | 1.3  |     |     |     | 2.2 | 7.6  |
|           |      |                         | BAA   | 81  |     |     | 2.8 | 9.7  | .285 |    |     |     | 2.1 | 3.3 | .652 |       |        |     | 1.0  |     |     |     | 2.0 | 7.6  |
|           |      |                         | NBA   | 54  |     |     | 2.6 | 9.0  | .294 |    |     |     | 2.4 | 3.4 | .694 |       |        |     | 1.6  |     |     |     | 2.6 | 7.6  |